# Mulher Ideal Portuguesa
O concurso Mulher Ideal Portuguesa não era um mero concurso de beleza. As candidatas podiam ser casadas e tinham de vencer várias provas: culinária, costura, cultura geral, entre outras provas.
Era uma iniciativa do programa de rádio "Clube das Donas de Casa" de Maria Leonor e da revista Donas de Casa. No concurso de "Mulher Ideal Portuguesa" era escolhida a representante portuguesa no concurso Miss Ideal da Europa.
O último concurso realizou-se em 1973.
Provas
- Culinária
- Cocktail
- Decoração
- Costura à Máquina e Bordado à Mão
- Cultura Geral

Vencedoras
- 1966 - Magda Carol Rodrigues de Paralta Bastos Guimarães Abreu
- 1967 - Suzana
- 1968 - Sónia Coutinho
- 1969 - Georgina Ventura Henriques (2ª no certame europeu)
- 1971 - Maria João Avilez Ataíde (vencedora no certame europeu)
- 1972 - Maria Teresa Anahory Villarinho Pereira
- 1973 - Maria Emília Mauhin da Cruz Forjaz Trigueiros

Ligações
- http://diasquevoam.blogspot.com
- http://www.leme.pt/historia/efemerides/0716/
- http://pedroroloduarte.blogs.sapo.pt/31250.html